# Antarchaea carnea
Antarchaea carnea là một loài bướm đêm trong họ Noctuidae.